# Saison 4 de Meurtres au paradis
Chronologie
Saison 3 Saison 5
Cet article présente les épisodes de la quatrième saison de la série télévisée Meurtres au paradis.

## Distribution

### Acteurs principaux
- Kris Marshall (VF : Bruno Choël) : Inspecteur-chef Humphrey Goodman
- Sara Martins (VF : Sara Martins) : Sergent Camille Bordey (épisodes 1-4)
- Danny John-Jules (VF : Jean-Paul Pitolin) : Agent Dwayne Meyers
- Joséphine Jobert (VF : Joséphine Jobert) : Sergent Florence Cassell
- Tobi Bakare (de) : Agent J.P. Hooper (épisodes 5-8)

### Acteurs récurrents
- Élizabeth Bourgine (VF : Élizabeth Bourgine) : Catherine Bordey, la mère de Camille (épisodes 1-4, 6 et 7)
- Don Warrington (en) (VF : Daniel Kamwa) : Commandant Selwyn Patterson, chef de la police de Sainte-Marie (épisodes 1, 4, 6 et 8)

## Liste des épisodes

### Épisode 1:L'Entrepôt aux esprits
- Royaume-Uni : 8 janvier 2015 sur BBC One
- Belgique : 4 juillet 2015 sur La Une
- France : 27 juillet 2015 sur France 2

- Royaume-Uni : 8,92 millions de téléspectateurs (première diffusion)
- France : 3,41 millions de téléspectateurs (14,8 % de part de marché)[1] (première diffusion)

- Royce Pierreson : Daniel Thomson
- James Wilby : Elias Thomson
- Don Gilet : Andre Morgan
- Cornell John : William Lee
- Natalie Gumede (en) : Lucy Thomson
- Sharon D. Clarke : Zeta Akande

### Épisode 2:Un bon jour pour mourir
- Royaume-Uni : 15 janvier 2015 sur BBC One
- Belgique : 4 juillet 2015 sur La Une
- France : 27 juillet 2015 sur France 2

- Royaume-Uni : 8,51 millions de téléspectateurs (première diffusion)
- France : 3,08 millions de téléspectateurs (14,7 %)[1] (première diffusion)

- Hetti Bywater (en) : Jessica "Jess" Chambers
- Dean Lennox Kelly (en) : Jake Peters
- Simon Day (en) : Charlie Beckett
- Joel Fry : Steve Taylor
- Claire Goose (en) : Katie Peters
- Will Mellor (en) : Dr. Karl Slater
- Paul Sculfor (en) : Nick "Nicky" Dexter

### Épisode 3:Recette mortelle
- Royaume-Uni : 22 janvier 2015 sur BBC One
- Belgique : 11 juillet 2015 sur La Une
- France : 3 août 2015 sur France 2

- Royaume-Uni : 8,45 millions de téléspectateurs (première diffusion)
- France : 3,48 millions de téléspectateurs (16,4 %)[2] (première diffusion)

- Adrian Lukis : Francis Davison
- Georges Corraface : Henri Garon
- Tyger Drew-Honey : Ryan Davison
- Amanda Root : Teresa Gower
- Katarina Čas : Imke Sandt
- David Bamber : Alan Butler

### Épisode 4:Un mot de trop
- Royaume-Uni : 29 janvier 2015 sur BBC One
- Belgique : 11 juillet 2015 sur La Une
- France : 3 août 2015 sur France 2

- Royaume-Uni : 8,69 millions de téléspectateurs (première diffusion)
- France : 3,21 millions de téléspectateurs (16,6 %)[2] (première diffusion)

- Ali Bastian (en) : Jenny Burgess
- Susannah Fielding : Elizabeth « Betty » Foss
- Rosie Cavaliero (en) : Ivy Marcel
- Amy Nuttall : Sal Tyler
- Leo Staar (en) : Simon Parke
- William Ash (en) : Frank Mellor

### Épisode 5:Une mort rock'n roll
- Royaume-Uni : 5 février 2015 sur BBC One
- Belgique : 18 juillet 2015 sur La Une
- France : 10 août 2015 sur France 2

- Royaume-Uni : 8,47 millions de téléspectateurs (première diffusion)

- Francis Magee : Stevie Smith
- Steve Evets : Jim Smith
- Sally Phillips : Cheryl Moore
- Neil Morrissey (en) : Disco Biscuit / Duncan Roberts
- Nick Moran : Pete Thunders
- Trevor Laird (en) : Vince Thuram

### Épisode 6:Joueuse Vedette
- Royaume-Uni : 12 février 2015 sur BBC One
- Belgique : 18 juillet 2015 sur La Une
- France : 10 août 2015 sur France 2

- Royaume-Uni : 8,38 millions de téléspectateurs (première diffusion)

- Dominique Tipper : Maz Shipley
- Holly Quin-Ankrah (en) : Alison Turner
- Joe Absolom (en) : Aiden Parker
- Rochelle Neil : Shelly Kennedy
- Lashana Lynch : Jasmine Laymon
- Geff Francis : Hank Laymon
- Colin McFarlane : Anton Burrage

### Épisode 7:Travail d'équipe
- Royaume-Uni : 19 février 2015 sur BBC One
- Belgique : 25 juillet 2015 sur La Une
- France : 17 août 2015 sur France 2

- Royaume-Uni : 7,08 millions de téléspectateurs (première diffusion)

- Kaye Wragg (en) : Izzy Cartwright
- Jason Merrells (en) : Stuart Howe
- Gary Lewis : Bill Williams
- Michelle Collins : Annette Burgess
- Sylvestra Le Touzel : Sandra Kendrick
- Matthew Lewis : Dominic Claydon

### Épisode 8:Condamnation sans appel
- Royaume-Uni : 26 février 2015 sur BBC One
- Belgique : 25 juillet 2015 sur La Une
- France : 17 août 2015 sur France 2

- Royaume-Uni : 6,52 millions de téléspectateurs (première diffusion)

- Charlie Creed-Miles : Jack Harmer
- Leo Wringer : Pastor Mason
- Honeysuckle Weeks (en) : Mae Harmer
- Brian Bovell : Erol Dumas
- James Fox : Martin Goodman QC
- Shaun Dingwall (en) : Paul Harmer